# Liste des partis politiques au Soudan
Le Soudan est un régime à multi-partis dominé par le Congrès national. Les partis d'opposition sont autorisés mais il est généralement admis qu'ils n'ont que peu de chances d'exercer une quelconque influence.

## Principaux partis
- Parti Baas
- Congrès national
- Parti démocratique unioniste
- Parti libéral démocrate
- Mouvement de libération du peuple soudanais (jusqu'en juillet 2011)
- Parti Oumma
- Front national islamique
- Alliance nationale démocratique (Soudan)
- Parti communiste soudanais

## Partis dissous
- Union socialiste soudanaise